# Museu Balmes
El Museu Balmes de Vic està ubicat a la casa Bojons i està dedicat a la figura del filòsof vigatà, Jaume Balmes.

## Descripció
La casa Bojons és una casa senyorial del segle xvii que du el nom de la família que en va ser propietària entre els anys 1769 i 1864, en la qual va morir Jaume Balmes.
L'amistat que unia els Bojons amb Balmes els va portar a acollir-lo durant els darrers mesos de la seva malaltia. Actualment és propietat de l'Ajuntament i conserva salons i alcoves de profusa decoració barroca al pis noble, que és la part museïtzada.
Aquest petit museu dedicat a Jaume Balmes va ser inaugurat el 1998, en ocasió del 150è aniversari de la seva mort, en record del filòsof.

## Jaume Balmes
Jaume Llucià Antoni Balmes i Urpià va ser un filòsof i sacerdot que va participar activament en la política espanyola i que va ser reconegut com un dels principals pensadors catòlics del segle xix. L'amistat que unia la família Balmes amb els propietaris de la Casa Bojons va fer que l'acollissin durant els últims mesos de la seva malaltia i fins al dia de la seva mort.